# Кастелгуидоне
Кастелгуидо̀не (на италиански: Castelguidone, на местен диалект lu Cuastìllë, лу Куастилъ) е село и община в Южна Италия, провинция Киети, регион Абруцо. Разположен е на 775 m надморска височина. Населението на общината е 427 души (към 2010 г.).